# Hazeus maculipinna
Hazeus maculipinna é uma espécie de peixe da família Gobiidae e da ordem Perciformes.

## Morfologia
- Os machos podem atingir 3,7 cm de comprimento total.[5][6]

## Habitat
É um peixe marítimo, de clima tropical e associado aos recifes de coral que vive até 20 m de profundidade.

## Distribuição geográfica
É encontrado no Oceano Índico ocidental: nas Maldivas.

## Observações
É inofensivo para os humanos.